# Lycogalopsis
Lycogalopsis là một chi nấm trong họ Agaricaceae.